# Xyrichtys martinicensis
Xyrichtys martinicensis är en fiskart som beskrevs av Valenciennes, 1840. Xyrichtys martinicensis ingår i släktet Xyrichtys och familjen läppfiskar. IUCN kategoriserar arten globalt som livskraftig. Inga underarter finns listade i Catalogue of Life.

## Bildgalleri

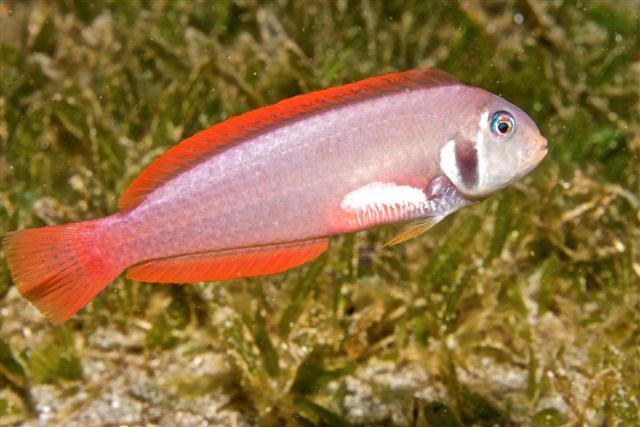